# The Art of War
The Art of War (с англ. — «Искусство войны») — четвёртый студийный альбом шведской пауэр-метал-группы Sabaton, вышедший 30 мая 2008 года.
Альбом является концептуальным и посвящён важнейшим битвам войн XX века (в основном Второй мировой войне) и трактату Сунь-Цзы «Искусство войны»

## Список композиций
| №   | Название | Длительность |
| --- | --- | ------------ |
| 1.  | «Sun Tzu Says» (Увертюра к альбому)                                                                                                 | 0:24         |
| 2.  | «Ghost Division» (Песня, посвященная 7-й танковой дивизии Эрвина Роммеля и блицкригу, а также действиям дивизии во Франции в 1940м) | 3:51         |
| 3.  | «The Art of War» (Песня о книге Сунь-Цзы)                                                                                           | 5:08         |
| 4.  | «40:1» (Об обороне Визны. 40:1 — соотношение сил.)                                                                                  | 4:10         |
| 5.  | «Unbreakable» (О партизанах) | 5:58         |
| 6.  | «The Nature of Warfare» (Небольшая интермедия)                                                                                      | 1:18         |
| 7.  | «Cliffs of Gallipoli» (Песня о Дарданелльской операции и потраченных впустую жизнях)                                                | 5:51         |
| 8.  | «Talvisota» (О Зимней войне) | 3:32         |
| 9.  | «Panzerkampf» (Песня, посвященная Курской битве)                                                                                    | 5:15         |
| 10. | «Union (Slopes of St. Benedict)» (Песня о битве под Монте-Кассино)                                                                  | 4:05         |
| 11. | «The Price of a Mile» (Песня о битве при Пашендейле)                                                                                | 5:55         |
| 12. | «Firestorm» (Песня о стратегической бомбардировке)                                                                                  | 3:25         |
| 13. | «A Secret» (Заключение) | 0:41         |

### Re-Armed Edition
Бонусные композиции
| №  | Название                        | Длительность |
| -- | ------------------------------- | ------------ |
| 1. | «Swedish Pagans»                | 4:13         |
| 2. | «Glorious Land»                 | 3:19         |
| 3. | «The Art of War (Demo Version)» | 4:48         |
| 4. | «Swedish National Anthem»       | 2:34         |

## Участники записи
- Йоаким Броден — вокал;
- Рикард Сунден — гитара;
- Оскар Монтелиус — гитара;
- Пер Сундстрём — бас-гитара;
- Даниель Муллбак — ударные;
- Даниель Мюр — клавишные.

## Критика и значение
Название песни 40:1 показывает соотношение сил Германии и Польши при обороне Визны. Акцент сделан на героизме польских солдат, они сравниваются со спартанцами. Министр обороны Польши высоко оценил это и наградил музыкантов памятными офицерскими кортиками. Участникам группы за эту композицию было присвоено почётное польское гражданство.